# Cuvieronius
Cuvieronius és una espècie de gomfotèrid (un parent prehistòric dels elefants) que visqué a les Amèriques des del Pliocè fins a l'Holocè. Tenia una alçada de 270 cm a l'espatlla, cosa que en feia una espècie relativament petita. El tret més característic d'aquest proboscidi eren els seus ullals espirals. Cuvieronius s'alimentava de fulles tendres i vivia sobretot en zones seques i muntanyoses. Algunes fonts diuen que Cuvieronius sobrevisqué a la serralada dels Andes fins al segle v, quan s'extingí a causa de la caça excessiva per part dels amerindis.